# Весюлка
Весюлка (пол. Wiesiółka) — остановочный пункт железной дороги (платформа) в деревне Весюлка в гмине Лазы, в Силезском воеводстве Польши. Имеет 2 платформы и 2 пути.
Остановочный пункт построен на линии Варшаво-Венской железной дороги в 1847 году, когда эта территория была в составе Царства Польского.